# 北海道道1133号宗谷ふれあい公園線

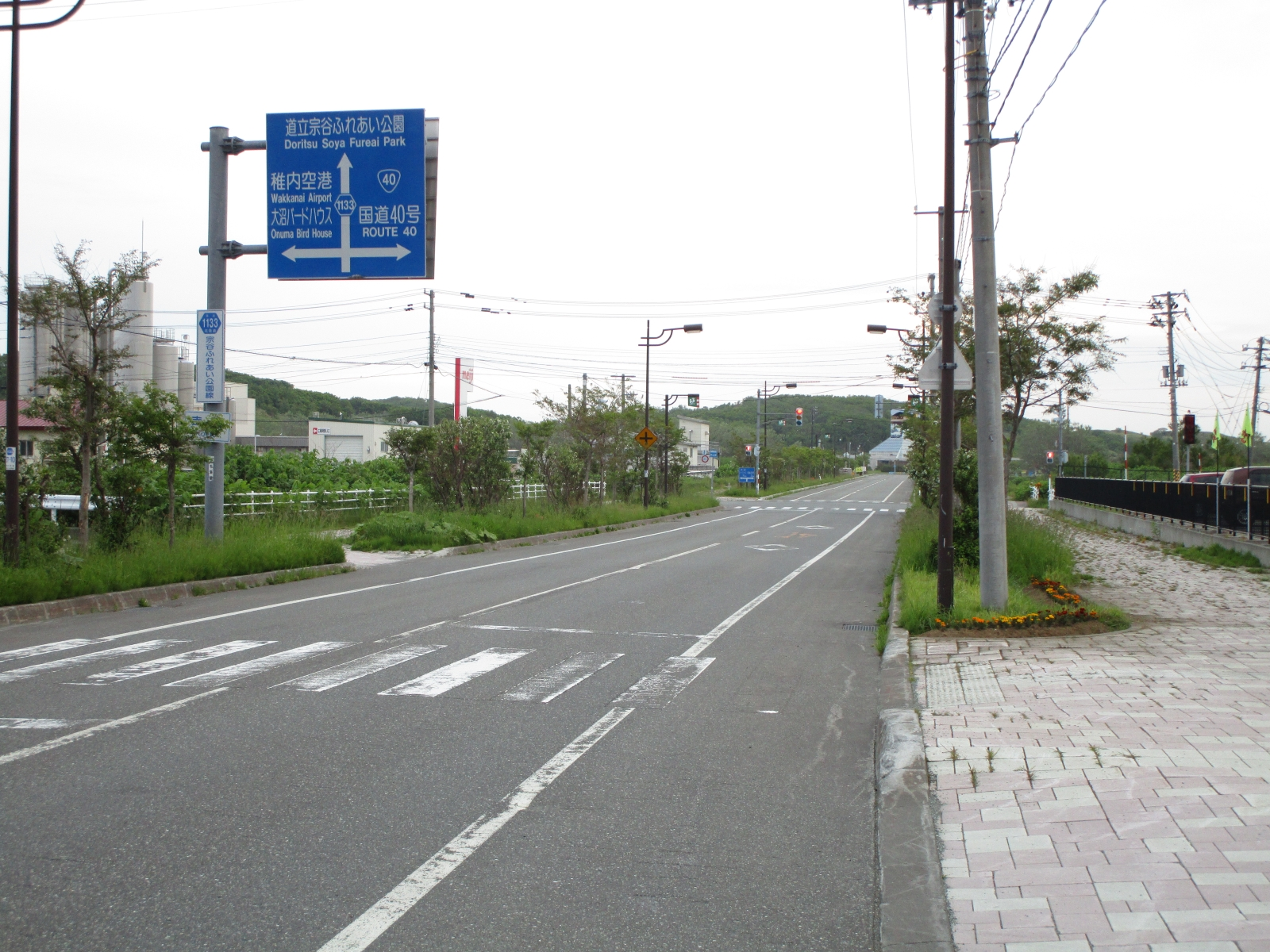
北海道道1133号宗谷ふれあい公園線

北海道道1133号宗谷ふれあい公園線（ほっかいどうどう1133ごう そうやふれあいこうえんせん）は、北海道稚内市内を結ぶ一般道道（北海道道）である。

## 概要

### 路線データ
- 起点：北海道稚内市声問5丁目（宗谷ふれあい公園）
- 終点：北海道稚内市声問3丁目（国道238号交点）
- 路線延長：0.6 km

## 歴史
- 1994年（平成6年）10月12日 路線認定[1]。

## 地理
道路周辺には明治稚内工場、北海道稚内養護学校、稚内市大沼球場・大沼第2球場、稚内メガソーラー発電所がある。

### 通過する自治体
- 宗谷総合振興局
  - 稚内市

### 交差する道路
稚内市
- 国道238号 - 声問3丁目（終点）

### 沿線にある施設など
稚内市
- 宗谷ふれあい公園 - 声問村声問
- 北海道稚内養護学校 - 声問5丁目23-7
- 稚内市立声問小学校 - 声問5丁目7-21